# Episteme sumatrana
Episteme sumatrana là một loài bướm đêm trong họ Noctuidae.